# Пришляк Євген Степанович
Пришляк Євген Степанович (псевдо: «Чернець», «Чорнота», «Ярема»)(нар. 13 грудня 1913, м. Миколаїв, Львівська область — пом. 3 грудня 1987, там само) — український військовик, крайовий референт СБ Львівського краю (поч. 1945 — 05.1951), крайовий провідник ОУН Львівського краю (05.1951 — 22.01.1952).

## Життєпис

Зиновій Тершаковець, Ярослав Дякон, Євген Пришляк. Великдень 02.05.1948 р.

Євген Пришляк народився 13 грудня 1913 року в м. Миколаєві над Дністром. З родини землевласника, власника цементного заводу.
До ОУН вступив у 1929, будучи учнем школи. Закінчив Торговельну школу у Львові (1930). 
У березні 1936 року засуджений до 6 років позбавлення волі. 

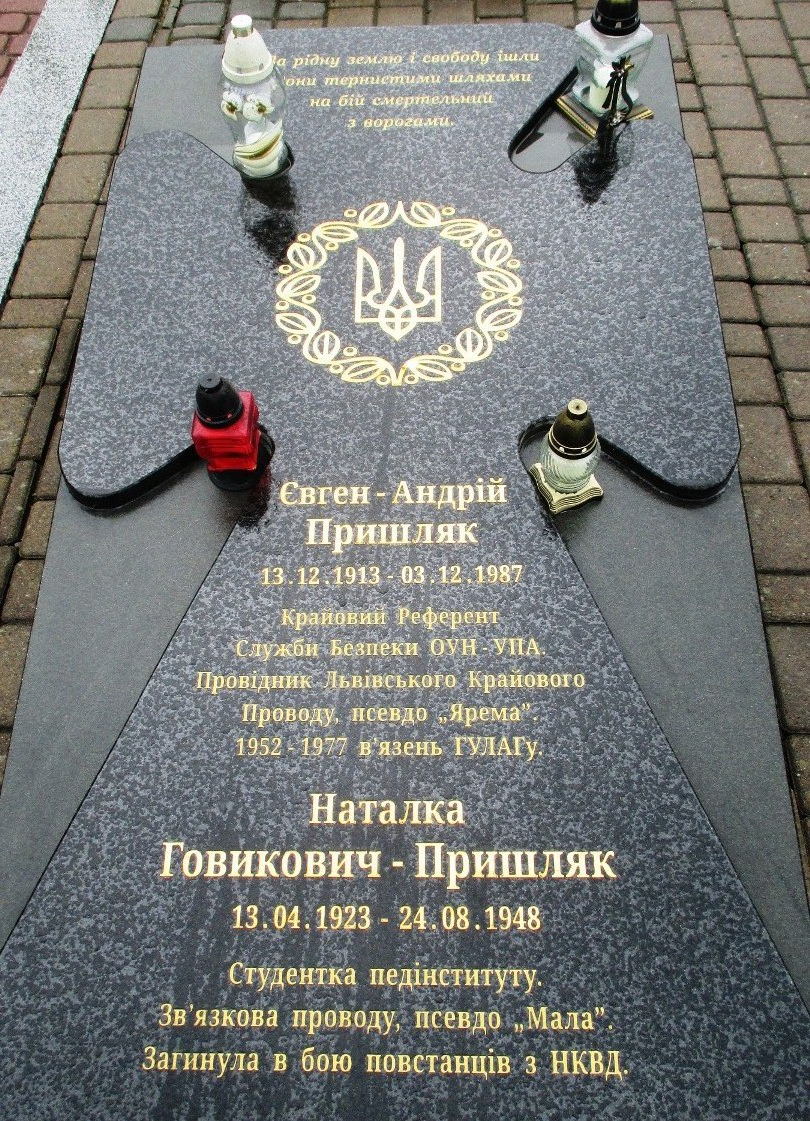
Надгробок подружжя Пришляків на полі почесних поховань Личаківського цвинтаря у Львові

Учасник Похідних груп ОУН (1941–1942). У грудні 1942 р. арештований німцями, викуплений з львівської в'язниці. Комендант боївки референтури СБ Дрогобицького обласного проводу, від початку 1945 р. — референт СБ Самбірського окружного, з вересня 1945 р. — Дрогобицького обласного, з початку 1947 р. — Городоцького окружного проводів. 
З початку 1949 р. — референт СБ Львівського крайового проводу, а з травня 1951 р. — його керівник.
22 січня 1952 року в с. Лани Щирецького району Львівської області у непритомному стані був захоплений і 12 листопада 1952 р у криївці військами МГБ. Засуджений до смерті із заміною на 25 років ув'язнення. Відбув 11 років у Володимирській в'язниці та 14 років — у таборах. Брав участь в акціях протесту в Пермському таборі № 35. Звільнився 25 січня 1977 р.

## Родина
Дружина Пришляка — Наталія Гавикович, ухилилася від спроб МДБ використати її для виводу чоловіка з підпілля й загинула в бою з оперативно-військовою групою.
Брат, Ярослав Пришляк, референт СБ Львівського обласного проводу, В еміграції — один з лідерів української громади Бельгії.
Після звільнення з таборів одружився з Євгенією Рудик.